# Saisons 1 et 2 de Joséphine, ange gardien
 (août 2018).
Si vous disposez d'ouvrages ou d'articles de référence ou si vous connaissez des sites web de qualité traitant du thème abordé ici, merci de compléter l'article en donnant les références utiles à sa vérifiabilité et en les liant à la section « Notes et références ».
Chronologie
Saison 3
Cet article présente les épisodes de la première et la deuxième saison de la série télévisée Joséphine, ange gardien.

## Saison 1 (1997)

### Épisode 1:Le Miroir aux enfants
- France : 15 décembre 1997 sur TF1

- France : 6 980 000 téléspectateurs (28,4 % de part d'audience)

- Tessa Seciniarz : Alice
- Julie Jézéquel : Chantal
- Jean-Paul Comart : Richard
- Henri Marteau : Paul
- François Bourcier : Gabriel
- Martyne Visciano : L'infirmière chef
- Anne Aor : Daphné
- Catherine Therouenne : L'institutrice
- Martin Brieuc : Le pompier
- Yannick Van Nieuwenhove : Le capitaine
- Rémy Roubakha : L'inspecteur de police
- Jean-François Pastout : Le propriétaire
- Jacques Bouiller : Le concierge
- Emmanuel Fouquet : Le chef des Assedic
- Julien Courbey : Le garçon d'étage
- Joséphine Pétrilli : La femme à l'étiquette
- Yolanta Mocsynaka : La femme de Gabriel
- Félicia Massoni : L'aide soignante
- Laurent Claret : L'épicier
- Julien Freoa : L'enfant aux bananes
- Véronique Fleury : La championne
- et les enfants des écoles de patinage entrainés par Richard Leroy

## Saison 2 (1998)

### Épisode 2:L'Enfant oublié
- France : 26 janvier 1998 sur TF1

- France : 7,45 millions de téléspectateurs (29,1 % de part d'audience)

- Jessica Lecucq : Emma
- Nadine Spinoza : Françoise
- Patrick Fierry : Paul
- Paul Guers : Pierre
- Catherine Sola : Valentine
- Gérard Sergue : Jacques
- Marie Arnaudy : Catherine
- Pascal Perret : Donatien
- Iliana Lolic : Le Docteur Rossignol
- Claire Mirande : La femme suicide
- Myriam Moszko : La prostituée
- Marcel Champel : Le clochard
- Marie-Catherine Conti : La responsable du centre aéré
- Marc Bertolini : L'inspecteur
- Gilles Detroit : Le médecin SOS
- Hervé Jouval : Le gynéco
- Marion Hébert : Sophie
- Jonathan Gomis : Lucas
- Azad : Un flic
- Michel Laroussi : Le marinier
- Didier Brice : Le curé

### Épisode 3:Le Tableau noir
- France : 7 décembre 1998 sur TF1

- France : 8,22 millions de téléspectateurs (31,5 % de part d'audience)

- Patrick Pineau : Thierry
- Natalia Dontcheva : Loanne
- Jérémy Lippmann : Jérémy
- Emmanuel Vieilly : Che
- Jean-Michel Leray : Erwan
- Tinam Liepa : Aïcha
- Victor Montel : Benjamin Sevrin/Yoyo
- Alain Rimoux : Mr Picard
- Martine Thinieres : Mlle Martinez
- Jean-François Gallotte : M. Waniski
- Mohamed Hicham : Nordine
- Omar Dawson : Akim
- Jean-François Fagour : Le malabar
- Abdel Kader Dahou : Rachid